# Fresenius
Fresenius é uma empresa alemã sediada em Bad Homburg dedicada aos cuidados de saúde. É uma das maiores empresas da Alemanha neste sector. Esta empresa detém o controlo de 36% das acções da empresa Fresenius Medical Care, especializada em equipas para para diálise renal.